# ¿Y quién puede ser?
«¿Y quién puede ser?» es es título de una balada escrita y producida por Paco Cepero, coescrita por F.M. Moncada e interpretada por el artista mexicano José José, tomado de su 23.º álbum de estudio,  Siempre contigo (1986). Fue lanzada  como el sencillo principal del álbum el 1 de septiembre de 1986 bajo el sello discográfico RCA Ariola. Alcanzó la posición número uno en el Hot Latin Tracks de Billboard el 22 de noviembre de 1986, siendo la cuarta canción en la historia de la lista en alcanzar el número uno, reemplazando a Toda la vida del artista cubano Franco Iglesias. Esta canción ha sido interpretada también por Grupo Mojado, Manuel, Tráiler de Penita, Los Claxons y Sabrosos del Merengue. Como parte del tributo de los Premios Grammy Latinos a José José en 2008, la cantante puertorriqueña Olga Tañón interpretó la canción en versión merengue.

## Rendimiento en listas
| Lista (1986)                    | Máxima posición |
| ------------------------------- | --------------- |
| U.S. Billboard Hot Latin Tracks | 1               |

### Sucesión en las listas
| Predecesor: «Toda la vida» de Franco Iglesias | U.S. Billboard Hot Latin Tracks — Sencillo N°. 1 22 de noviembre de 1986 - 19 de diciembre de 1986 | Sucesor: «De mí enamórate» de Daniela Romo |